# UCI World Tour 2023
UCI World Tour 2023 – 13. edycja cyklu wyścigów kolarskich UCI World Tour.

## Kalendarz
Opracowano na podstawie:
| UCI World Tour 2023            | UCI World Tour 2023          | UCI World Tour 2023               | UCI World Tour 2023 | UCI World Tour 2023                       | UCI World Tour 2023                       | UCI World Tour 2023                        | UCI World Tour 2023 |
| Data                           | Państwo                      | Wyścig                            | Kat.                | Zwycięzca                                 | Drugie miejsce                            | Trzecie miejsce                            |                     |
| ------------------------------ | ---------------------------- | --------------------------------- | ------------------- | ----------------------------------------- | ----------------------------------------- | ------------------------------------------ | ------------------- |
| 17 – 22 stycznia 2023          | Australia                    | Tour Down Under                   | 2.UWT               | Jay Vine (UAE Team Emirates)              | Simon Yates (Team Jayco AlUla)            | Pello Bilbao (Bahrain Victorious)          |                     |
| 29 sty                         | Australia                    | Cadel Evans Great Ocean Road Race | 1.UWT               | Marius Mayrhofer (Team DSM)               | Hugo Page (Intermarché-Circus-Wanty)      | Simon Clarke (Israel-Premier Tech)         |                     |
| 20 – 26 lutego 2023            | Zjednoczone Emiraty Arabskie | UAE Tour                          | 2.UWT               | Remco Evenepoel (Soudal Quick-Step)       | Lucas Plapp (Ineos Grenadiers)            | Adam Yates (UAE Team Emirates)             |                     |
| 25 lut                         | Belgia                       | Omloop Het Nieuwsblad             | 1.UWT               | Dylan van Baarle (Jumbo-Visma)            | Arnaud De Lie (Lotto Dstny)               | Christophe Laporte (Jumbo-Visma)           |                     |
| 4 mar                          | Włochy                       | Strade Bianche                    | 1.UWT               | Thomas Pidcock (Ineos Grenadiers)         | Valentin Madouas (Groupama-FDJ)           | Tiesj Benoot (Jumbo-Visma)                 |                     |
| 5 – 12 marca 2023              | Francja                      | Paryż-Nicea                       | 2.UWT               | Tadej Pogačar (UAE Team Emirates)         | David Gaudu (Groupama-FDJ)                | Jonas Vingegaard (Jumbo-Visma)             |                     |
| 6 – 12 marca 2023              | Włochy                       | Tirreno-Adriático                 | 2.UWT               | Primož Roglič (Jumbo-Visma)               | João Almeida (UAE Team Emirates)          | Tao Geoghegan Hart (Ineos Grenadiers)      |                     |
| 18 mar                         | Włochy                       | Mediolan-San Remo                 | 1.UWT               | Mathieu van der Poel (Alpecin-Deceuninck) | Filippo Ganna (Ineos Grenadiers)          | Wout van Aert (Jumbo-Visma)                |                     |
| 20 – 26 marca 2023             | Hiszpania                    | Volta Ciclista a Catalunya        | 2.UWT               | Primož Roglič (Jumbo-Visma)               | Remco Evenepoel (Soudal Quick-Step)       | João Almeida (UAE Team Emirates)           |                     |
| 22 mar                         | Belgia                       | Classic Brugge-De Panne           | 1.UWT               | Jasper Philipsen (Alpecin-Deceuninck)     | Olav Kooij (Jumbo-Visma)                  | Yves Lampaert (Soudal Quick-Step)          |                     |
| 24 mar                         | Belgia                       | E3 Saxo Classic                   | 1.UWT               | Wout van Aert (Jumbo-Visma)               | Mathieu van der Poel (Alpecin-Deceuninck) | Tadej Pogačar (UAE Team Emirates)          |                     |
| 26 mar                         | Belgia                       | Gandawa-Wevelgem                  | 1.UWT               | Christophe Laporte (Jumbo-Visma)          | Wout van Aert (Jumbo-Visma)               | Sep Vanmarcke (Israel-Premier Tech)        |                     |
| 29 mar                         | Belgia                       | Dwars door Vlaanderen             | 1.UWT               | Christophe Laporte (Jumbo-Visma)          | Oier Lazkano (Movistar Team)              | Neilson Powless (EF Education-EasyPost)    |                     |
| 2 kwi                          | Belgia                       | Ronde van Vlaanderen              | 1.UWT               | Tadej Pogačar (UAE Team Emirates)         | Mathieu van der Poel (Alpecin-Deceuninck) | Mads Pedersen (Trek-Segafredo)             |                     |
| 3 – 8 kwietnia 2023            | Hiszpania                    | Vuelta al País Vasco              | 2.UWT               | Jonas Vingegaard (Jumbo-Visma)            | Mikel Landa (Bahrain Victorious)          | Ion Izagirre (Cofidis)                     |                     |
| 9 kwi                          | Francja                      | Paryż-Roubaix                     | 1.UWT               | Mathieu van der Poel (Alpecin-Deceuninck) | Jasper Philipsen (Alpecin-Deceuninck)     | Wout van Aert (Jumbo-Visma)                |                     |
| 16 kwi                         | Holandia                     | Amstel Gold Race                  | 1.UWT               | Tadej Pogačar (UAE Team Emirates)         | Ben Healy (EF Education-EasyPost)         | Thomas Pidcock (Ineos Grenadiers)          |                     |
| 19 kwi                         | Belgia                       | La Flèche Wallonne                | 1.UWT               | Tadej Pogačar (UAE Team Emirates)         | Mattias Skjelmose (Trek-Segafredo)        | Mikel Landa (Bahrain Victorious)           |                     |
| 23 kwi                         | Belgia                       | Liège-Bastogne-Liège              | 1.UWT               | Remco Evenepoel (Soudal Quick-Step)       | Thomas Pidcock (Ineos Grenadiers)         | Santiago Buitrago (Bahrain Victorious)     |                     |
| 25 – 30 kwietnia 2023          | Szwajcaria                   | Tour de Romandie                  | 2.UWT               | Adam Yates (UAE Team Emirates)            | Matteo Jorgenson (Movistar Team)          | Damiano Caruso (Bahrain Victorious)        |                     |
| 1 maj                          | Niemcy                       | Eschborn-Frankfurt                | 1.UWT               | Søren Kragh Andersen (Alpecin-Deceuninck) | Patrick Konrad (Bora-Hansgrohe)           | Alessandro Fedeli (Q36.5 Pro Cycling Team) |                     |
| 6 – 28 maja 2023               | Włochy                       | Giro d'Italia                     | 2.UWT               | Primož Roglič (Jumbo-Visma)               | Geraint Thomas (Ineos Grenadiers)         | João Almeida (UAE Team Emirates)           |                     |
| 4 – 11 czerwca 2023            | Francja                      | Critérium du Dauphiné             | 2.UWT               | Jonas Vingegaard (Jumbo-Visma)            | Adam Yates (UAE Team Emirates)            | Ben O’Connor (AG2R Citroën Team)           |                     |
| 11 – 18 czerwca 2023           | Szwajcaria                   | Tour de Suisse                    | 2.UWT               | Mattias Skjelmose (Trek-Segafredo)        | Juan Ayuso (UAE Team Emirates)            | Remco Evenepoel (Soudal Quick-Step)        |                     |
| 1 – 23 lipca 2023              | Francja                      | Tour de France                    | 2.UWT               | Jonas Vingegaard (Jumbo-Visma)            | Tadej Pogačar (UAE Team Emirates)         | Adam Yates (UAE Team Emirates)             |                     |
| 29 lipca – 4 sierpnia 2023     | Polska                       | Tour de Pologne                   | 2.UWT               | Matej Mohorič (Bahrain Victorious)        | João Almeida (UAE Team Emirates)          | Michał Kwiatkowski (Ineos Grenadiers)      |                     |
| 29 lip                         | Hiszpania                    | Clásica de San Sebastián          | 1.UWT               | Remco Evenepoel (Soudal Quick-Step)       | Pello Bilbao (Bahrain Victorious)         | Aleksandr Własow (Bora-Hansgrohe)          |                     |
| 20 sie                         | Niemcy                       | Cyclassics Hamburg                | 1.UWT               | Mads Pedersen (Lidl-Trek)                 | Danny van Poppel (Bora-Hansgrohe)         | Elia Viviani (Ineos Grenadiers)            |                     |
| 23 – 27 sierpnia 2023          | Belgia                       | Benelux Tour                      | 2.UWT               | Tim Wellens (UAE Team Emirates)           | Florian Vermeersch (Lotto Dstny)          | Yves Lampaert (Soudal Quick-Step)          |                     |
| 26 sierpnia – 17 września 2023 | Hiszpania                    | Vuelta a España                   | 2.UWT               | Sepp Kuss (Jumbo-Visma)                   | Jonas Vingegaard (Jumbo-Visma)            | Primož Roglič (Jumbo-Visma)                |                     |
| 3 wrz                          | Francja                      | Bretagne Classic Ouest-France     | 1.UWT               | Valentin Madouas (Groupama-FDJ)           | Mathieu Burgaudeau (TotalEnergies)        | Felix Großschartner (UAE Team Emirates)    |                     |
| 8 wrz                          | Kanada                       | Grand Prix Cycliste de Québec     | 1.UWT               | Arnaud De Lie (Lotto Dstny)               | Corbin Strong (Israel-Premier Tech)       | Michael Matthews (Team Jayco AlUla)        |                     |
| 10 wrz                         | Kanada                       | Grand Prix Cycliste de Montréal   | 1.UWT               | Adam Yates (UAE Team Emirates)            | Pawieł Siwakow (Ineos Grenadiers)         | Alex Aranburu (Movistar Team)              |                     |
| 7 paź                          | Włochy                       | Giro di Lombardia                 | 1.UWT               | Tadej Pogačar (UAE Team Emirates)         | Andrea Bagioli (Soudal Quick-Step)        | Primož Roglič (Jumbo-Visma)                |                     |
| 12 – 17 października 2023      | Chiny                        | Tour of Guangxi                   | 2.UWT               | Milan Vader (Jumbo-Visma)                 | Rémy Rochas (Cofidis)                     | Ethan Hayter (Ineos Grenadiers)            |                     |

## Zespoły
W sezonie 2023 w dywizji UCI WorldTeams znalazło się 18 zespołów
| WorldTeams (18)- AG2R Citroën Team - Alpecin-Deceuninck - Astana Qazaqstan Team - Bahrain Victorious - Bora-Hansgrohe - Cofidis - EF Education-EasyPost - Groupama-FDJ - Ineos Grenadiers - Intermarché-Circus-Wanty - Jumbo-Visma - Movistar Team - Soudal Quick-Step - Arkéa-Samsic - Team Jayco AlUla - Team DSM - Trek-Segafredo - UAE Team Emirates |
| |